# Municipio de Letterkenny
El municipio de Letterkenny (en inglés: Letterkenny Township) es un municipio ubicado en el condado de Franklin en el estado estadounidense de Pensilvania. En el año 2000 tenía una población de 2.074 habitantes y una densidad poblacional de 11.4 personas por km².

## Geografía
El municipio de Letterkenny se encuentra ubicado en las coordenadas 40°02′00″N 77°41′59″O / 40.03333, -77.69972.

## Demografía
Según la Oficina del Censo en 2000 los ingresos medios por hogar en la localidad eran de $40,897 y los ingresos medios por familia eran de $44,545. Los hombres tenían unos ingresos medios de $30,431 frente a los $21,875 para las mujeres. La renta per cápita de la localidad era de $18,315. Alrededor del 4,7% de la población estaba por debajo del umbral de pobreza.